# Газиев, Григорий Никитич
Григорий Никитич Газиев (азерб. Qriqori Nikitiç Qazıyev; 1883—1955) — советский и азербайджанский геолог, доктор технических наук (1947), профессор (1939), действительный член АН АзССР (1949). Заслуженный деятель науки и техники Азербайджанской ССР (1940).

## Биография
Родился 1 апреля 1883 года в селение Ашан Шушинского уезда Елизаветпольской губернии.
В 1910 году окончил Императорское Московское техническое училище получив специализацию инженер-механика.
С 1910 по 1920 год на инженерной и исследовательской работе в  качестве управляющего промыслов различных нефтепромышленных обществ Азербайджана. С 1920 года на инженерной и руководящей работе в тресте «Азнефть» пройдя путь от инженера до главного инженера этого треста.
С 1930 по 1940 год одновременно с инженерно-исследовательской занимался и педагогической работой в Азербайджанском индустриальном институте в качестве заведующего нефтепромысловой кафедры, с 1939 года — профессор кафедры эксплуатации нефтяных месторождений. С 1940 по 1955 год на научно-исследовательской работе в Азербайджанском филиале АН СССР в должности —  руководителя сектора эксплуатации нефтяных месторождений.

### Научно-педагогическая деятельность и вклад в науку
Основная научно-педагогическая деятельность Г. Н. Газиева была связана с вопросами в области геологии, нефтепромысла и нефтедобычи, занимался исследованиями в области внедрения вторичных методов добычи нефти, а так же теории и совершенствования техники нефтедобычи.
В 1947 году без защиты диссертации ему была присвоена учёная степень доктор технических наук. В 1939 году ВАК СССР ему было присвоено учёное звание профессор. В 1949 году он был избран — действительным членом Академии наук Азербайджанской ССР. Г. Н. Газиевым было написано более двухсот научных работ, в том числе монографий.

## Награды и звания
- Орден Ленина
- Орден Трудового Красного Знамени
- Орден «Знак Почёта»
- Заслуженный деятель науки и техники Азербайджанской ССР (16.05.1940)[1][3]